# Thomas J. Barrack Jr.
Thomas Joseph Barrack Jr. (Los Angeles, 28 de abril de 1947) é um investidor americano de private equity e presidente executivo fundador da empresa de capital aberto REIT (CLNY) Colony Capital Inc. Barrack é amigo e aliado do presidente Donald Trump e representou Trump nos segmentos de notícias da televisão. Ele também atuou como presidente do Comitê da Posse Presidencial e foi consultor sênior da campanha presidencial de Trump.

## Primeiros anos
Os avós de Barrack eram cristãos libaneses que emigraram em 1900 para os Estados Unidos de Zalé, no Líbano. Barrack foi criado em Culver City, Califórnia, onde seu pai era mercearia e sua mãe era secretária.

## Educação
Em 1969, Barrack se formou na Universidade do Sul da Califórnia, onde participou do time de rugby do colégio. Barrack frequentou a USC Gould School of Law, onde foi editor da Southern California Law Review, antes de receber seu diploma de JD pela Faculdade de Direito da Universidade de San Diego em 1972.

## Carreira
Seu primeiro emprego foi no escritório de advocacia Herbert W. Kalmbach, advogado pessoal do presidente Richard Nixon. Em 1972, a empresa o enviou para a Arábia Saudita, onde logo se tornou o parceiro de squash de um príncipe saudita. Ele então trabalhou no reino da Fluor Corporation e trabalhou para os príncipes sauditas. Pouco depois, ele ajudou a abrir relações diplomáticas entre a Arábia Saudita e o Haiti, então governado por Jean-Claude Duvalier, a pedido do investidor Lonnie Dunn.
Em 1982, Barrack atuou como subsecretário adjunto do Departamento do Interior dos Estados Unidos sob James G. Watt no governo Reagan. O Serviço Secreto embarcaria em seus cavalos no rancho de Barrack quando o Presidente Reagan estivesse em seu Rancho del Cielo, nas proximidades. O secretário Watt fez seu anúncio de demissão no rancho de Barrack. Barrack diz que ficou desiludido com o serviço do governo depois que foi obrigado a testemunhar perante um comitê do congresso devido a um presente que Barrack havia pago ao comprador da casa de Edwin Meese.

## Vida pessoal
Barrack é divorciado desde 2016 e ele tem seis filhos. Sua família é baseada em Los Angeles, Califórnia. Ele também é dono de um rancho de 1.200 acres perto de Santa Barbara, Califórnia. Ele é proprietário da Happy Canyon Vineyards no vale de Santa Ynez, denominado Happy Canyon, e de uma sala de degustação no centro de Santa Barbara, Califórnia. Ele é católico romano.
Em 2014, Barrack comprou uma casa em Santa Mônica por 21 milhões de dólares, que mais tarde foi vendida por 35 milhões de dólares, o preço mais alto por uma residência nessa área. Em 2017, ele comprou uma casa de 15,5 milhões de dólares em Aspen, Colorado.